# Norra järnvägen

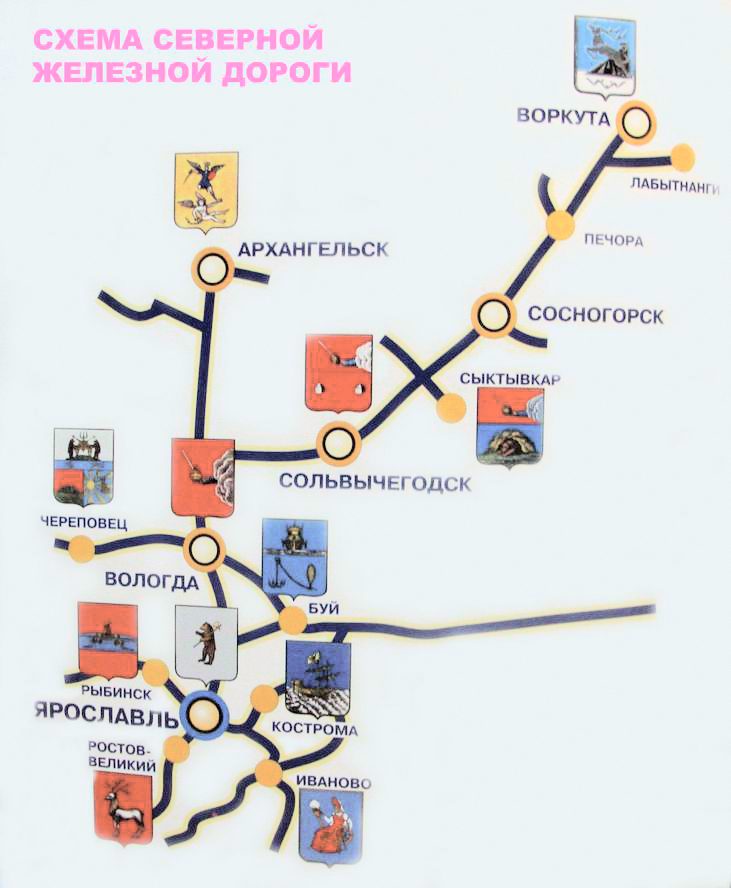
Karta över den norra järnvägen

Norra järnvägen är en av 16 territoriella grenar av Rysslands järnvägar, som utgör en del av landets järnvägsnät, beläget i norra och nordöstra delen av den europeiska delen av ryssland Den norra järnvägen betjänar ett område på över 1 miljon kvadratkilometer med en befolkning på över 6 miljoner människor. Den passerar genom Arkhangelsk oblast, Ivanovo oblast, Kirov oblast, Kostroma oblast, Vologda oblast, Jaroslavl oblast, Vladimir oblast, och Republiken Komi samt en liten del av Tiumen oblast (Jamalo-Nentsien). Järnvägens filialkontor är beläget i staden Jaroslavl.